# کوزابورو یاشیمورا
کوزابورو یاشیمورا (به ژاپنی: 吉村 公三郎 Yoshimura Kōzaburō)؛ (۹ سپتامبر ۱۹۱۱ – ۷ نوامبر ۲۰۰۰) کارگردان فیلم اهل ژاپن بود.